# جي إن بي سي (كرة سلة)
نادي الدرك الوطني لكرة السلة (بالفرنسية: Gendarmerie Nationale Basketball Club)‏ ويشتهر جي إن بي سي GNBC هو نادي كرة سلة مدغشقري من أنتسيرابي، فاكينانكارترا. تأسس الفريق عام 2012، ويلعب في الدوري المدغشقري لكرة السلة، كما شارك في أولى نسخ دوري أفريقيا لكرة السلة (BAL) تحت رعاية إن بي إيه عام 2021. حقق الفريق لقب الدوري المحلي مرتين.